# 연평해전 (영화)
《연평해전》은 2015년 상반기에 개봉한 대한민국의 영화이다. 2002년 6월에 발발한 서해교전을 모티브로 삼은 영화라는데 일부 잘못된 사실이 있다고 한다

## 캐스팅
- 김무열 : 윤영하 대위 역
- 진구 : 한상국 하사 역
- 이현우 : 박동혁 상병 역
- 김지훈 : 조천형 하사 역
- 장준학 : 황도현 하사 역
- 주희중 : 서후원 하사 역
- 이완 : 이희완 중위 역
- 이청아 : 최윤정 대위 역(실제로는 남자인 최영순 대위)
- 천민희 : 김지선 역
- 한이진 : 이용세 병장 역
- 김동희 : 권기형 상병 역
- 김하균 : 갑판장 이해영 상사 역
- 김동범 : 김태중 일병 역(가공인물)
- 황인무 : 전 탐장 역
- 이한종 : 박경수 역
- 김도혁 : 병기장 역
- 이철민 : 김혁 소령 역
- 유형균 : 곽 하사 역
- 최건영 : 임 하사 역
- 김충길 : 김 병장 역
- 장의수 : 김면수 역
- 허기호 : 육군 장성 역
- 정동규 : 통신부대장 역
- 한창현 : 전대장 (대령) 역
- 조성희 : 군의관 역
- 권오진 : 주일영 역
- 성도현 : 이제동 역
- 김율호 : 357호 경비병 역
- 박정학 : 북한 리대준 소좌 역
- 김강일 : 북한8전대사령관 역
- 이상홍 : 북한군흉터 역
- 지건우 : 북한군공작원 1 역
- 이윤상 : 북한사령관 2 역
- 이원진 : 북한 684 병사 역
- 송재호 : 윤두호 역 (특별출연)
- 권화운 : 김승현 상병 역 (특별출연)
- 선우재덕 : 젊은 윤두호 역 (특별출연)
- 김희정 : 박동혁 모 역 (특별출연)
- 최종환 : 북한고위간부 역 (특별출연)
- 정주리 : 면회녀 역 (특별출연)
- 남태령

## 수상 내역
- 2015년 제23회 대한민국문화연예대상 영화 최우수작품상